# Делиянева къща
Делиянева къща (на гръцки: Οικία «Δεληγιάννη») е емблематична сграда в град Солун, Гърция.

## Местоположение
Имението е разположено на улица „Аминта“ № 10.

## История
Сградата е построена в 1925 година по проект на архитект Максимилиан Рубенс. Зданието е обявено за културна ценност.

## Архитектура
В архитектурно отношение представлява триетажна къща по стандартите на тогавашното градско жилище. Наблюдава се разделяне на сградата на зони на основа, ствол и корона, както и абсолютна симетрия по хоризонталната ос. Принадлежи към категорията на вертикална собственост, т.е. сградата се притежава и използва от един собственик и неговото семейство.